# 覺華島
覺華島，又稱大海山，位于中国辽宁省葫芦岛市兴城市东南10多公里的辽东湾中，为辽东湾第一大岛。
覺華島由主岛和三小岛（磨盘山岛、张山岛、阎山岛）組成，主岛12.5平方公里，全島面积13.5平方公里，海岸线长27公里，地势南高北低。

## 歷史
唐代稱桃花島，當時已開發有海港，北邊海港稱為靺鞨口。遼、金時稱覺華島，1175年诗人王寂游觉华岛时，有詩《觉华岛》、《留题觉华岛龙宫寺》等。
覺華島在明朝時是遼東士兵儲糧之所，粮料可達8万餘石。天启六年（1626年），努尔哈赤攻击袁崇煥防守的宁远城不下，轉攻觉华岛，駐紮明軍全軍覆沒。
覺華島上盛開野菊花，民國十一年（1922年）改稱菊花島。2009年底，兴城第六届人大第十三次会议原则通过了将菊花岛更名为觉华岛的决议草案。